# 敌营十八年 (2008年电视剧)
《敌营十八年》，是中国大陆于2007年拍摄的40集电视剧。老版《敌营十八年》是中国大陆第一部长篇电视剧，在1981年播出后引起巨大反响。
新版《敌营十八年》2008年底在中央电视台八套首播。同年9月，续集敌营十八年2在上海开机拍摄。2009年第三部也在筹划之中。

## 剧中人物
- 江　波

共产党员，潜伏在国军中。
- 康　瑛

共产党员，江波的妻子。两人新婚不久就分离，生有一女梅果。
- 藤玉莲

共产党员，为革命需要，与江波假扮夫妻。
- 罗茂莉

中央特派员，江波长官宣子奇的妻妹。江波为情势所迫，与之结婚。罗茂莉在生下儿子后逝世。
- 何　昆

江波的情敌。后收养江波和康瑛的女儿梅果。

## 制作人员
导演：刘逢声、林峰

## 演员名单
- 杜　淳饰江　波
- 阿斯茹饰康　瑛
- 戴娇倩饰藤玉莲
- 邓家佳饰罗茂莉
- 王鹏凯饰何　昆